# Amerykańskie Towarzystwo Filozoficzne
Amerykańskie Towarzystwo Filozoficzne (ang. American Philosophical Society) – towarzystwo naukowe założone w 1743 roku i mające siedzibę w Filadelfii. Zajmuje się promowaniem wiedzy poprzez badania naukowe, konferencje, publikacje, gromadzenie zbiorów i wymianę informacji. Towarzystwo uważane jest za pierwszą organizację, jaka powstała w Stanach Zjednoczonych. W ciągu 200 lat istnienia odegrało ważną rolę w amerykańskim życiu kulturalnym i intelektualnym. Poprzez granty badawcze, wydawanie czasopism, Muzeum, obszerną bibliotekę i regularne spotkania towarzystwo wpływa na rozwój nauk humanistycznych i ścisłych. Philosophical Hall, który obecnie pełni rolę muzeum, w 1965 roku został uznany za National Historic Landmark.

## Historia
W 1727 roku Beniamin Franklin założył w Filadelfii klub dyskusyjny Junto. Sam był drukarzem, więc członkami zostali głównie rzemieślnicy. Celem było prowadzenie dyskusji o polityce, moralności i filozofii naturalnej. Klub zyskał popularność, a w latach 30. XIX wieku powstają jego filie. W 1743 roku klub zostaje przekształcony w Towarzystwo Filozoficzne. Wśród członków znaleźli się Benjamin Franklina, James Alexander, Francis Hopkinson, John Bartram, Philip Syng i inni. W latach 1746 –1767 Towarzystwo przeżywało kryzys, ale wznowiło działalność łącząc się 2 stycznia 1769 roku z American Philosophical Society Held. Pierwszym prezydentem został wybrany Benjamin Franklin. 

## Członkowie
Od samego początku towarzystwo przyciągało najwybitniejsze umysły Ameryki. Do jego członków należeli: John Dickinson, George Washington, John Adams, Thomas Jefferson, Alexander Hamilton, James McHenry, Thomas Paine, David Rittenhouse, Nicholas Biddle, Owen Biddle, Benjamin Rush, James Madison, Michael Hillegas, John Marshall i John Andrews, Charles Darwin, Robert Frost, Louis Pasteur, Elizabeth Cabot Agassiz, John James Audubon, Linus Pauling, Margaret Mead, Maria Mitchell i Thomas Edison.
Ponieważ w tamtych czasach towarzystwa zapraszały na członków naukowców z całego świata, wśród członków znaleźli się również cudzoziemcy, w tym: Aleksander von Humboldt, markiz de La Fayette, baron von Steuben, Tadeusz Kościuszko, Maria Curie-Skłodowska czy Julian Ursyn Niemcewicz.
Towarzystwo nadal przyciąga znane nazwiska, w kwietniu 2005 roku na liście (według listy wyborców) było 920 członków, w tym 772 rezydentów (obywatele lub rezydenci Stanów Zjednoczonych) i 148 członków z zagranicy. W 2020 roku ich liczba wzrosła do 1000, w tym 160 z zagranicy pochodzi z 20 krajów. Ponad 260 członków zostało laureatami Nagrody Nobla.

## Biblioteka
W 1731 roku Beniamin Franklin założył bibliotekę Library Company of Philadelphia, ale w 1770 roku dzięki darowiznom Thomasa Penna, członków oraz towarzystw naukowych z Dublina i Londynu powstała biblioteka Towarzystwa. W 1890 roku nadbudowano Philosophical Hall, aby na trzecim piętrze umieścić zbiory. Od listopada 1959 roku biblioteka ma siedzibę w Library Hall. Zbiory liczą trzynaście milionów rękopisów, 350 tys. druków i czasopism, 250 tys. obrazów i zbiory audio.

## Nagrody
W 1786 roku Towarzystwo ustanowiło nagrodę Magellanic Premium za odkrycia lub wynalazki w dziedzinie „nawigacji, astronomii lub filozofii przyrody” i jest najstarszą, wciąż przyznawaną nagrodą naukową przez amerykańską instytucję. Wśród innych nagród znalazły się: Jacques Barzun Prize w historii kultury Judson Daland Prize za wybitne osiągnięcia w badaniach klinicznych, medal Benjamina Franklina, Lashley Award za neuronaukę, nagroda Lewisa oraz medal Thomasa Jeffersona za wybitne osiągnięcia w dziedzinie sztuki, humanistyki lub nauk społecznych.

## Publikacje
Od 1771 roku Towarzystwo wydaje Transactions of the American Philosophical Society. Obecnie każdego roku wychodzi pięć numerów. Proceedings ukazuje się od 1838 roku i zamieszane są w nim artykuły wygłaszane na odbywających się co dwa lata spotkaniach. Dla członków Towarzystwa jest wydawany American Philosophical Society Yearbook. Towarzystwo opublikowało również działa Benjamina Franklina, Josepha Henry'ego, Williama Penna oraz Meriwether Lewisa i Williama Clarka.

## Budynki

### Philosophical Hall
Philosophical Hall budynek w Filadelfii w Pensylwanii przy 104 South Fifth Street został zbudowany w latach 1785–89. Jego projekt przygotował Samuel Vaughan w stylu federalnym. Trzecie piętro dobudowano w 1890 roku, aby pomieścić rozrastające się zbiory biblioteki, ale zostało usunięte w latach 1948–1950, gdy budynkowi przywrócono pierwotny wygląd, aby utworzyć Independence National Historical Park. W 2001 roku Philosophical Hall został otwarty dla publiczności jako Muzeum Amerykańskiego Towarzystwa Filozoficznego. W muzeum znalazły się dzieła sztuki, instrumenty naukowe, oryginalne rękopisy, rzadkie książki, zbiory historii naturalnej i wszelkiego rodzaju ciekawostki ze zbiorów własnych Towarzystwa, a także obiekty wypożyczone od innych instytucji.

### Library Hall
W latach 1789–1790 powstała siedziba Library Company of Philadelphia(LCP). W 1884 roku budynek został sprzedany i rozebrany trzy lata później, aby rozbudować nieistniejący już budynek Drexel & Company. W 1957 roku istniejący budynek rozebrano i w tym miejscu powstał Library Hall. Oddany w 1959 roku budynek biblioteki Towarzystwa Filozoficznego ma fasadę na wzór starego budynku LCP. W niszy na fasadzie znalazła się kopia rzeźby Benjamina Franklina z 1792 roku. Jej autorem jest rzeźbiarz Lewis Iselini junior. Według legendy o duchach biblioteka jest odwiedzana przez ducha Benjamina Franklina.

### Benjamin Franklin Hall
Towarzystwo odrestaurowało dawny budynek Farmers' & Mechanics' Bank przy Chestnut Street 425–29, który powstał w latach 1854–5 według projektu Johna M. Griesa w stylu włoskim i przeznaczyło go na salę wykładową. Jest to miejsce spotkań i większości ważnych wydarzeń organizowanych przez towarzystwo.

### Richardson Hall
Constance C. i Edgar P. Richardson Hall przy 431 Chestnut Street, bezpośrednio na zachód od Benjamina Franklina Hall to budynek Pennsylvania Company for Insurance for Lives and Granting Annuities Building, która został zbudowany w latach 1871–1873 i według projektu Addisona Huttona. Budynek został zakupiony w 2000 i odnowiony w 2003 roku.

## Galeria

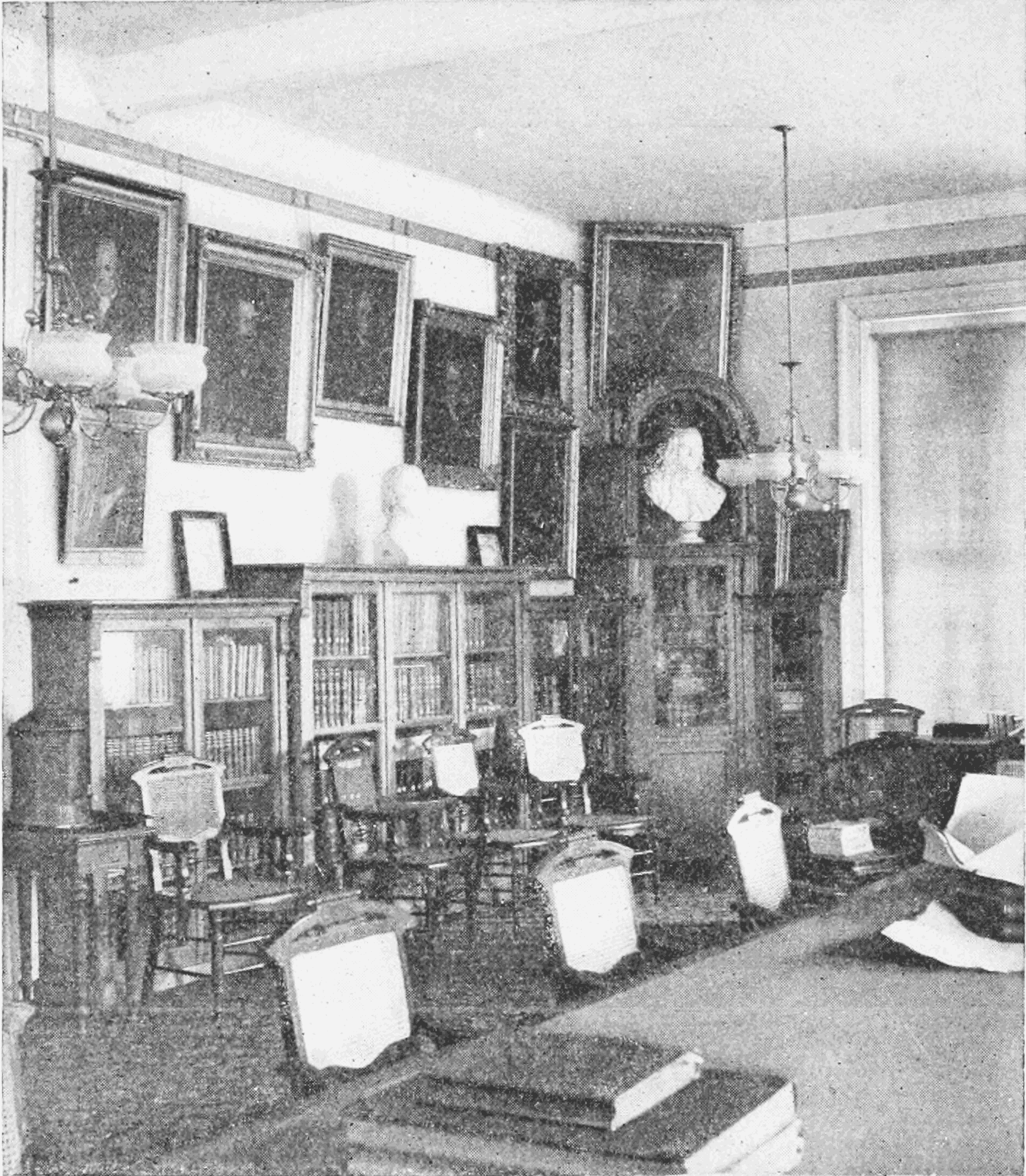
Wnętrze sali filozoficznej (c. 1901-02)
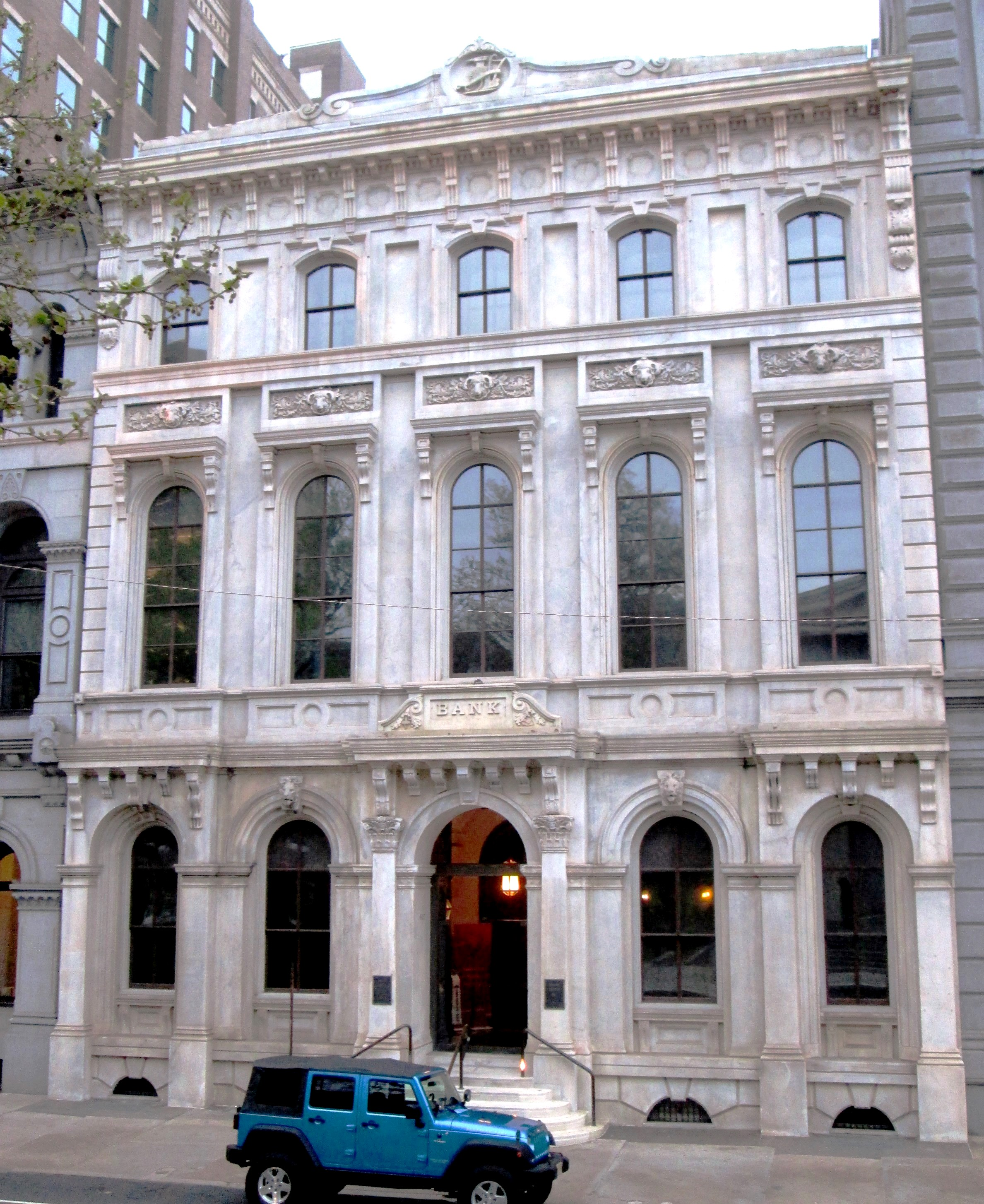
Benjamin Franklin Hall (2013)
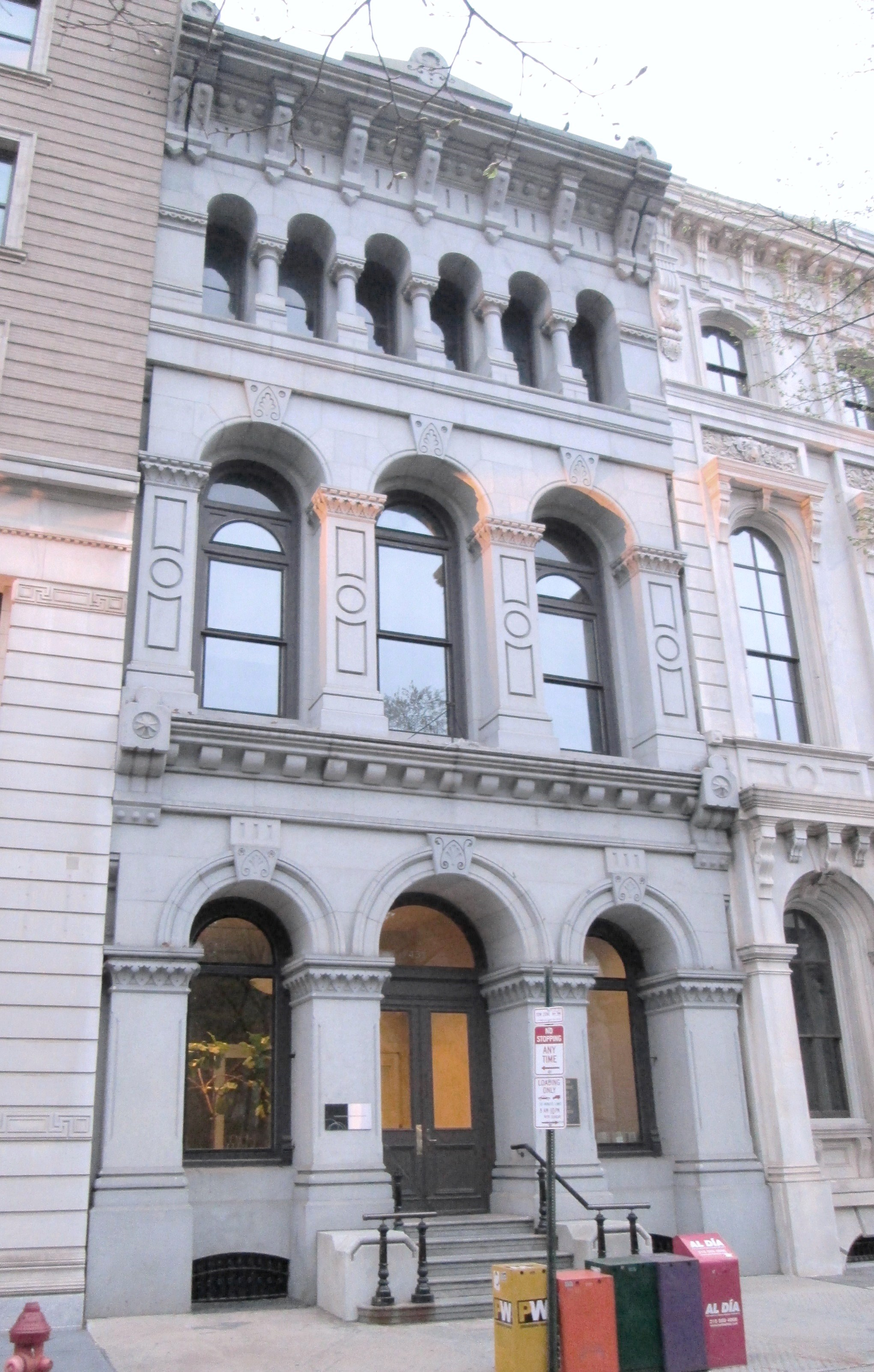
Richardson Hall (2013)
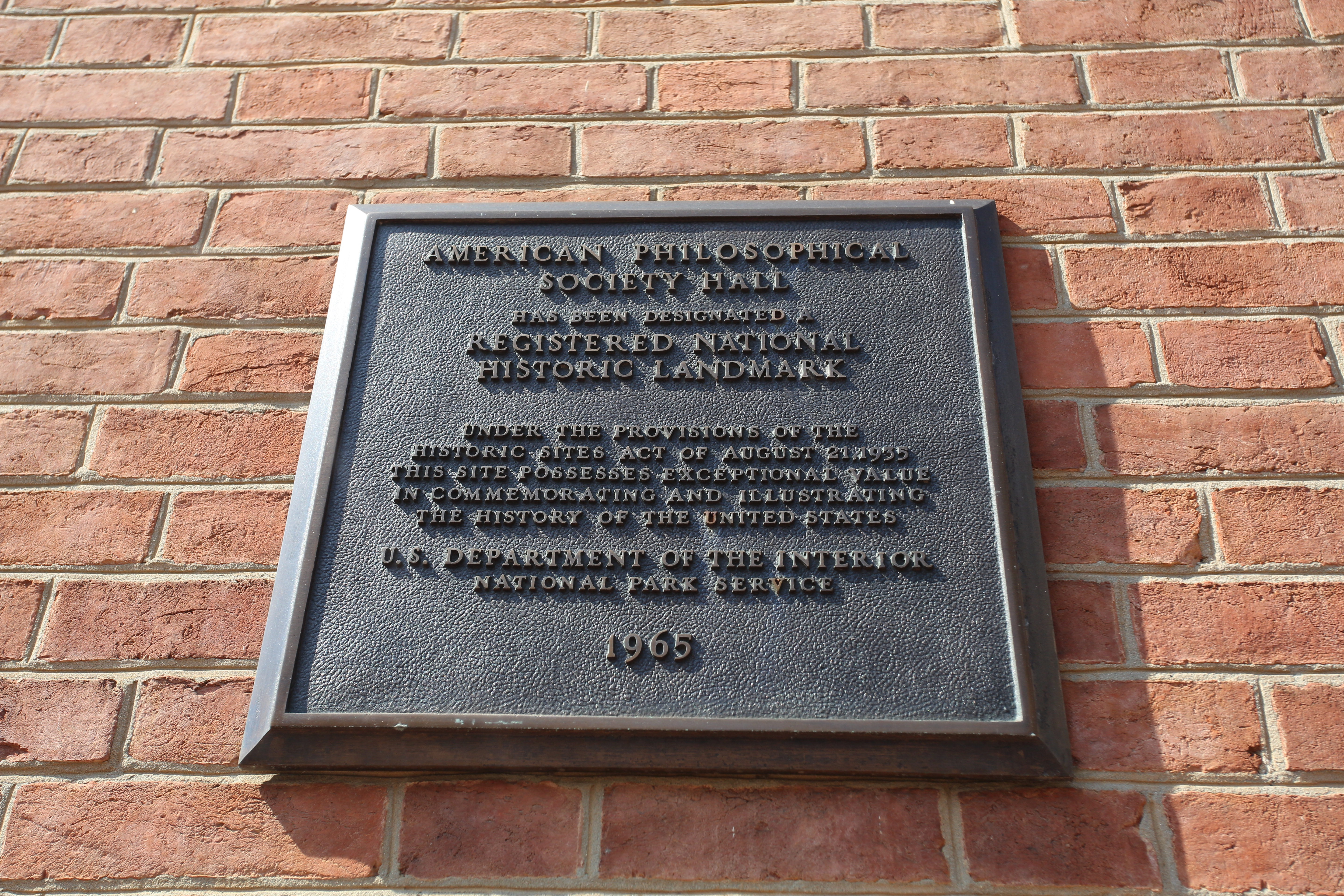
Tablica National Historc Landmark